# Halicyclops soqotranus
Halicyclops soqotranus is een eenoogkreeftjessoort uit de familie van de Halicyclopidae. De wetenschappelijke naam van de soort is voor het eerst geldig gepubliceerd in 2000 door Baribwegure & Dumont.